# Rosso
Rosso este o comună din departamentul Rosso, Regiunea Trarza, sud-vestul Mauritaniei. Situat pe valea fluviului Senegal, este reședința regiunii Trarza. Are o populație de 48.922 locuitori.